# Lieux du cycle des Inhibiteurs
 (novembre 2023).
Si vous disposez d'ouvrages ou d'articles de référence ou si vous connaissez des sites web de qualité traitant du thème abordé ici, merci de compléter l'article en donnant les références utiles à sa vérifiabilité et en les liant à la section « Notes et références ».
Les événements du cycle des Inhibiteurs d’Alastair Reynolds (2000-2021) se déroulent dans différents systèmes planétaires de la voie lactée.
- Yellowstone, planète principale du système d’Epsilon Eridani. La colonie humaine la plus importante y est Chasm City (la cité du Gouffre). La ville est sous dôme car l'atmosphère est hautement toxique.
- Resurgam, planète du système Delta Pavonis. Elle a abrité les Amarantins, puis les humains venus découvrir les mystères de cette civilisation avienne. Elle a ensuite fait l'objet d'une terraformation.
- Ararat, planète Mystif et refuge de l’arche de Clavain dans la fuite face aux Inhibiteurs.
- Sky's Edge/Bout-de-Ciel, planète du système 61 Cygni, dont la colonisation a été entamée par Sky Haussmann. Ana Khouri est également originaire de cette planète. La planète est divisée en plusieurs nations qui se livrent une guerre permanente. Son écologie ressemble à celle de la Terre et elle est recouverte d'une épaisse jungle.
- Le Nid Maternel des conjoineurs est un astéroïde évidé dans le système d'Epsilon Eridani.
- Turquoise est une planète-océan. Il s'agit d'une planète Mystif. Ses habitants vivent dans des cités volantes. La planète est cependant peu avancée technologiquement.